# 愛育醫院
愛育醫院是一所位於日本東京都港區的醫院，也是一間以婦產科、兒科、初生嬰兒科為核心的婦產專科醫院。

## 出生名人
- 承子女王
- 千家典子
- 守谷絢子
- 悠仁親王

## 歷史
昭和天皇為了紀念長子繼宮明仁親王（現 上皇明仁）誕生，在1934年捐款成立恩賜財團母子愛育會。此會於1938年（昭和13年）12月13日開設愛育醫院，創院時只開辦兒科。之後陸續增設婦產科、皮膚科等部門，日語名稱並於1949年改為「愛育病院」。1999年，醫院被東京都指定為「綜合母子保健中心」。
雖然它是民辦醫院，但與日本皇室關係密切，例如承子女王、悠仁親王都在此出生；而主持醫院的恩賜財團母子愛育會目前也由三笠宮崇仁親王妃百合子擔任總裁。此外，它也受到許多日本藝人和名人的歡迎，如藝人水野真紀也選擇在這醫院生產。在日本民間，愛育醫院與聖路加國際醫院（位於東京都中央區）、山王醫院（位於東京都港區）並列「婦產醫院三大天王」。

## 醫院概況
- 院長：中林正雄
- 綜合母子保健中心負責人：坂元正一
- 各科診療部門：婦產科、初生嬰兒科、兒科、母嬰健康科、小兒外科、皮膚科、麻醉科、心理健康科
- 病床數目：118張

## 地址
- 東京都港區南麻布，有栖川宮紀念公園北側。

## 外部連結
- 愛育病院 （页面存档备份，存于）（日語）